# Ron Blackney
Ronald Leslie „Ron” Blackney (ur. 23 kwietnia 1933, zm. 14 czerwca 2008) – australijski lekkoatleta, długodystansowiec.
Podczas igrzysk olimpijskich w Melbourne (1956) odpadł w eliminacjach na 3000 metrów z przeszkodami z czasem 9:16,0.
Brązowy medalista igrzysk Imperium Brytyjskiego i Wspólnoty Brytyjskiej (1962) na tym samym dystansie.
Dwukrotny medalista mistrzostw Australii w biegu przeszkodowym: złoto w 1963 oraz srebro w 1959.

## Rekordy życiowe
- Bieg na 3000 metrów z przeszkodami – 8:49,8 (1964)